# Tamika Catchings
Tamika Catchings, née le 21 juillet 1979 à Stratford (New Jersey), est une joueuse américaine de basket-ball, évoluant au poste d'ailière, élue plusieurs fois meilleure défenseure de WNBA. En 2011, elle est désignée MVP de la saison régulière et remporte le championnat WNBA 2012. Avec la sélection américaine, elle est, en même temps que ses coéquipières Sue Bird et Diana Taurasi quadruple championne olympique, en 2004, 2008,  2012 et  2016 ainsi que double championne du monde en 2002 et 2010.

## Biographie
Malentendante de naissance, elle porte des appareils auditifs dans sa jeunesse avant de s'en passer et de lire sur les lèvres.
Au lycée, où les rencontres sont disputées en 32 minutes, elle réussit un incroyable quintuple-double avec 25 points, 18 rebonds, 11 passes décisives, 10 interceptions et 10 contres en 1997. Après une carrière universitaire chez les Lady Vols de l'Université du Tennessee, cette fille de l'ancien joueur NBA Harvey Catchings est sélectionnée lors de la draft 2001 par le Fever de l'Indiana. Mais ce n'est que la saison suivante qu'elle fait ses débuts en WNBA, en raison d'une blessure qui l'a privée de compétition l'année précédente. Pour sa saison de rookie, elle est récompensée du titre de meilleure débutante, d'une place dans le meilleur cinq All-WNBA et d'une participation au All-Star Game.
La saison suivante, elle est la première de son équipe dans les cinq catégories statistiques majeures que sont la moyenne de points, de rebonds, de passes décisives, de balles volées et de contres. Durant ses six premières saisons, elle mène son équipe aux points, rebonds, passes décisives et balles volées.
En 2010, elle prend la présidence du syndicat des joueuses de la WNBA, qu'elle conserve jusqu'à sa retraite sportive en 2016.
Le 13 août 2011, elle est la sixième joueuse de WNBA à passer la barre des 5 000 points marqués, peu après s'être emparé du record historique en carrière des interceptions. En 2012, elle remporte la médaille d'or olympique et est nommée pour la cinquième fois meilleure défenseure, après 2005, 2006, 2009 et 2010. Après le All-Star break, le Fever remporte huit des neuf rencontres suivantes, meilleur bilan de la ligue malgré les absences d'Erlana Larkins, pour cause de blessure, et de Natalie Achonwa, retenue en sélection nationale. Sur cette période, l'équipe est première au scoring (81,3) et aux balles perdues provoquées (18,1) ainsi que quatrième aux points concédés (72,7). Pour sa première année comme head coach, Stephanie White fait moins jouer Tamika Catchings que par le passé avec 25,9 minutes par rencontre, profitant du banc le plus performant de la ligue (28 points par match).
En 2012, elle rejoint la Ligue chinoise au Guangdong Dolphins.
Durant la saison WNBA 2014, elle manque les 17 premières rencontre sur blessure puis fait son retour peu avant le All-Star Game où elle inscrit le panier de la victoire quelques secondes avant la fin de la prolongation. Le 21 juillet 2014, elle est désignée joueuse de la semaine pour la 21e fois de sa carrière, record absolu de la ligue. Le 1er août 2014, elle devient le troisième meilleure marqueuse de l'histoire de la WNBA avec 6 454 points, devancée par les seules Diana Taurasi 6 632 points et  Tina Thompson 7 488 points, ceci alors même qu'elle a été plusieurs fois récompensée du titre de meilleure défenseure. Elle est l'une des joueuses les plus complètes de l'histoire de la ligue étant à cette date la seule joueuse à être dans les 11 meilleures de la ligue dans cinq catégories statistiques différentes (3e aux points, 4e aux rebonds, 7e aux passes décisives, 1re aux interceptions et 11e aux contres), étant même la meilleure contreuse pour une joueuse de sa taille, alors qu'une aucune autre joueuse ne se classe dans le top 11 pour quatre catégories. Avec 1 752 lancers francs réussis (avec 83,7 % d'adresse), Tamika Catchings est la joueuse ayant réussi le plus grand nombre. Lors de la seconde manche des play-oofs, elle devient la première scoreuse historique de la WNBA en play-offs, surpassant Lisa Leslie.
Elle signe début 2015 une prolongation de contrat de deux ans avec le Fever au terme duquel elle annonce vouloir prendre sa retraite sportive. En juin 2015, elle doit commencer sa 15e saison WNBA faisant d'elle la première joueuse de la ligue à avoir disputé toute sa carrière sur au moins 15 saisons dans la même franchise. Le 7 juillet 2015, elle est nommée meilleure joueuse de la semaine pour sa Conférence pour le 22e fois de sa carrière, un total inégalé dans la ligue. Lors de la première des deux victoires du Fever cette semaine-là, elle inscrit 26 points (9 tirs réussis sur 10 dont 4 sur 4 à trois points), 10 rebonds et deux passes décisives en devenant seulement le 4e joueuse de l'histoire la WNBA à passer la barre des 3 000 rebonds. Lors du WNBA All-Star Game 2015, seule joueuse à obtenir une dixième sélection, elle inscrit 8 points pour surpasser la marque de Lisa Leslie et établir un nouveau record de points inscrits sur les All-Star Game avec 108 points. Fin août, elle est la première joueuse à atteindre les 1 000 interceptions sur sa carrière, dépassant de plus de 200 unités deux anciennes joueuses et de plus 356 la première joueuse encore en activité peu après être devenue la deuxième réalisatrice historique au nombre de points inscrits et de rebonds inscrits (plus de 3 000), entrant ainsi encore plus dans la légende de la WNBA. Lors de la dernière rencontre du premier tour, remportée face au Sky de Chicago, Tamika Catchings devient la première joueuse de l'histoire de la WNBA à dépasser les 1 000 points inscrits en play-offs avec 1 019 unités. Signe de son exceptionnelle dimension, elle est la seule joueuse présente parmi les 25 meilleures joueuses de l'histoire de la WNBA dans les cinq catégories statistiques : points, rebonds, passes décisives, contres et interceptions.
Avant de disputer sa dernière saison WNBA, elle reçoit le Civil Rights Museum Legacy Award puis est invitée par la commissaire NBA Adam Silver à passer un mois dans les bureaux de la NBA et de la WNBA, participant notamment à des réunions préparant le NBA All-Star Game de Toronto. Elle prépare également un livre devant être publié en mars 2016. Elle est sélectionnée pour l'équipe olympique en 2016 après ses débuts en 2002 et 2004 aux côtés de Dawn Staley : « La personne dont j'ai le plus appris est Dawn. Jusqu'à ce que je la rencontre, je ne savais pas ce qui pouvait faire de moi une leader ». Le 29 mai, elle inscrit son 7000e point en WNBA, surpassée par la seule Tina Thompson. Au cours de la saison WNBA 2016, elle est très touchée par le décès de sa coach universitaire Pat Summitt. Lors d'une des dernières rencontres de saison régulière de sa carrière, elle bat lors de la rencontre opposant le Fever au Lynx le 16 septembre le record de rebonds avec 3 309 prises surpassant les 3 307 rebonds détenu précédemment par Lisa Leslie. Lors des dernières rencontres, elle porte ce total à 3 316 rebonds, record qui sera battu ultérieurement par Rebekkah Brunson.
Pour sa dernière rencontre de saison régulière WNBA, la star NBA Paul George offre 5 000 places pour assister à ce match. Déjà titrée en 2010 et 2013, elle est la première joueuse à obtenir trois fois le Trophée Kim Perrot de la sportivité. Au terme de sa dernière saison régulière, elle cumule 3 316 rebonds (alors record WNBA) et 1 074 interceptions, toujours un record pour la WNBA en 2025, est deuxième points inscrits (7 380), sixième aux passes décisives (1 488) et 12e aux contres (385).
En novembre 2019, elle est nommée manageuse générale du Fever, mais le 14 février 2022 après plusieurs saisons décevantes, elle est démise de ses fonctions de manageuse générale et remplacée par l'ancienne coach Lin Dunn.

## Équipe nationale
Elle participe aux sélections junior en 1996 quand est présentée à son équipe la sélectionnée olympique Ruthie Bolton préparant les Jeux Olympiques d'Atlanta à Colorado Springs : « C'est un grand moment (...) J'ai voulu être dans cette équipe un jour. »
Elle fait ses débuts au sein de la sélection américaine, elle remporte le Championnat du monde 2002 en Chine. 
Lors des Jeux Olympiques d'Athènes pour sa première olympiade, le coach Van Chancellor la titularise avec les expérimentées Dawn Staley, Sheryl Swoopes, Lisa Leslie et Tina Thompson. Autre nouvelle sélectionnée, Diana Taurasi la compare au « cinquième Beatles. » et comprend qu'elle aura une carrière de légende. Ses moyennes sont de 6,9 points et 5,4 rebonds.
La demi-finale du Championnat du monde 2006 est son seul échec en sélection nationale. Lors de Mondial au Brésil, elle remporte la médaille de bronze après avoir échoué en demi-finale face à la Russie. Elle remporte une nouvelle médaille d'or au Mondial 2010. Elle déclare forfait avant le Championnat du monde 2014 car souffrant du dos.
Elle remporte une seconde médaille d'or olympique en 2008. Bien que de retour de blessure, ses statistiques sont de 6,8 points et 4,4 rebonds.
Elle remporte une troisième médaille d'or olympique en 2012 sous la direction cette fois de Geno Auriemma. Bien que de retour de blessure, ses statistiques sont de 6,1 points et 4,9 rebonds quelques semaines avant de décrocher le titre WNBA.
Elle fait partie des douze sélectionnées pour le tournoi olympique de 2016, toujours avec Geno Auriemma, qui remporte la médaille d'or.

## Vie privée
En 2004, elle fonde la Catch The Stars Foundation (CTSF) qui soutient la réussite de jeunes à Indianapolis. En 2015, elle est la première récipiendaire multisports du Sports Humanitarian of the Year Awards pour la profondeur de son implication citoyenne.

## Clubs
- 1997-2001 : Volunteers du Tennessee (NCAA)
- 2002-2005 : Fever de l'Indiana (WNBA)
- 2005-2006 : Spartak région de Moscou (Super ligue de Russie)
- 2006-2009 : Fever de l'Indiana (WNBA)
- 2009-2010 : Arka Gdynia (Pologne)
- 2010-2011 : Galatasaray (TKBL)
- 2011-2012 : Guangdong Dolphins (WCBA)
- 2013-2016 : Fever de l'Indiana (WNBA)

## Palmarès

### Sélection nationale
- Jeux olympiques d'été
  -  Médaille d'or aux Jeux olympiques de 2004 à Athènes
  -  Médaille d'or aux Jeux olympiques de 2008 à Pékin
  -  Médaille d'or aux Jeux olympiques de 2012 à Londres
  -  Médaille d'or aux Jeux olympiques de 2016 à Rio de Janeiro[34]

- Championnat du monde de basket-ball féminin
  -  Médaille d'or du Championnat du monde 2002 en Chine
  -  Médaille de bronze du Championnat du monde 2006 au Brésil
  -  Médaille d’or du Championnat du monde 2010

### Club
- Championne WNBA 2012
- Finaliste du Championnat WNBA 2009 et 2015
- Sélection des meilleures joueuses des 20 ans de la WNBA[36]

### Distinctions personnelles
- Rookie de l'année de la saison 2002[37]
- Meilleure joueuse de la saison WNBA 2011[38]
- MVP des finales en 2012[39]
- Meilleure défenseure des saisons WNBA 2005, 2006, 2009, 2010 et 2012[40]
- Élue dans le meilleur cinq (All-WNBA First Team) en 2002, 2003, 2006, 2009, 2010, 2011 et 2012[41]
- Élue dans le second cinq (All-WNBA Second Team) en 2004, 2005,2007, 2013 et 2015
- Sélectionnée au All Star Game WNBA 2002, 2003, 2005, 2006, 2007, 2009, 2011, 2013, 2014[42] et 2015[43]
- Sélection USA pour de la rencontre The Game at Radio City en 2004
- Sélection USA pour de la rencontre The Stars at the Sun en 2010[44]
- Élue Naismith College Player of the Year 2000
- Meilleure interceptrice historique WNBA[7]
- Meilleure rebondeuse historique WNBA
- Meilleures joueuses des 10 ans de la WNBA[45]
- Meilleures joueuses des 15 ans de la WNBA[46]
- Meilleures joueuses des 20 ans de la WNBA
- Trophée Kim Perrot de la sportivité 2010, 2013 et 2016[26]
- Meilleur cinq défensif de la WNBA 2005, 2006, 2007, 2008, 2009, 2010, 2011, 2012, 2013, 2015
- Second cinq défensif de la WNBA 2014, 2016[47]
- Meilleur cinq de la WNBA (2002, 2003, 2006, 2009, 2010, 2011, 2012)
- Second meilleur cinq de la WNBA (2004, 2005, 2007, 2013, 2015)

## Œuvre
- Catch a Star: Shining through Adversity to Become a Champion / Tamika Catchings, Ken Petersen. Editions Revell. 256 pages. Mars 2016.  (ISBN 978-0800723682)[48].